# Каллен, Уильям
Уильям Каллен (Куллен, англ. William Cullen; 15 апреля 1710, Гамильтон, Великобритания — 5 февраля 1790, Эдинбург, Великобритания) — шотландский врач и химик, один из ведущих профессоров медицинской школы Эдинбургского университета.

## Биография
Уильям Каллен родился 15 апреля 1710 года в Гамильтоне. Изучал медицину в Университете Эдинбурга. Ученик крупного шотландского анатома Александра Монро-младшего (англ.), который заведовал кафедрой анатомии, доставшейся ему по наследству от его отца Александра Монро (англ.).
Профессор в Глазго, затем в Эдинбурге. Преподавал химию, фармакологию, теоретическую и практическую медицину. Каллен играет важную роль в истории медицинских доктрин, главным образом своей критикой господствовавших до него учений Германа Бургаве и Георга Эрнста Шталя. Исходная точка учения Каллена, что причины всех страданий лежат в нервной системе, содержащей особое жидкое начало (Fluidum). Болезни обусловливаются усиленным или ослабленным движением Fluidi. Учение Каллена было так же недолговечно, как и многие предшествовавшие ему, но главная заслуга его в остроумной критике предшествовавших теорий.
В 1769 году вышел в свет «Обзор медицинской нозологии», в котором автор изложил своё учение о болезни, согласно которому напряжение нервной системы вызывает судорожные явления, а её расслабление — атонию. Отсюда и терапию он делил на противосудорожную и противодействующую атонии.
Произведения Каллена пользовались чрезвычайным вниманием в своё время, что видно из их многочисленных изданий и переводов (с английского) на немецкий, французский, итальянский и латинский языки. Важнейшим из них считаются четырёхтомное «First Lines of the Practice of Physic, for the use of students» (начиная с 1777 года), выдержавшее 5 изданий и бесчисленное множество переводов. Имя Каллена до некоторой степени связано с гомеопатией, так как Ганеман, переводя его фармакологию, впервые натолкнулся на мысль о законе подобий.
До Каллена наперстянка (Digitalis) считалась мочегонным средством и назначалась в форме настоя. Он впервые обнаружил её замедляющее действие на сердечные сокращения.
Уильям Каллен умер 5 февраля 1790 года в городе Эдинбурге.
Известные ученики Каллена — Уильям Хантер, Джон Браун и Чарльз Брайан Блэгден; с последним его связывала и крепкая дружба.

## Сочинения
- Synopsis Nosologiae Methodicae (1769; 1771; 1780; 1785)
- Digital edition Lectures on the Materia medica. (недоступная ссылка) 2nd Ed. Dublin : Whitestone, 1781.
- Cours de Matière médicale. Paris, 1788.
- Institutions of Medicine. Part I. Physiology (1772; 1777; 1785)
- First Lines of the Practice of Physic (1777; 1778; 1781; 1784; 1793) vol. 1; vol. 2
- A Treatise of the Materia Medica (1789)